# 四川木蓝
四川木蓝（学名：Indigofera szechuensis）为豆科木蓝属下的一个种。

## 扩展阅读
- 維基物種上的相關：四川木蓝